# Vogelmuur
Vogelmuur (Stellaria media) is een lage, eenjarige plant uit de anjerfamilie (Caryophyllaceae). De bloeitijd loopt van januari tot december met een piek in het voorjaar. De plant is vaak wijdvertakt, maar heeft slechts een wortelstelsel. De 3–40 cm lange stengels zijn groen of rood. De bladeren zijn groen, eirond met een spitse top, en vaak gesteeld. De bloemknop is sterk behaard. Vogelmuur groeit in akkers, tuinen en ruigten op een zonnige voedselrijke bodem. 

## Bloemen
De vijf kroonbladen zijn wit en zeer diep ingesneden, waardoor het lijkt of er tien kroonbladen zijn. De kelkbladen zijn even lang, de helmknoppen zijn paars en op het bovenstandige vruchtbeginsel staan drie stijlen. De roodbruine zaden zijn 0,9–1,3 mm groot. Vogelmuur is als kleinbloemige soort niet aantrekkelijk voor insecten en moet het daarom vooral van zelfbestuiving hebben.

## Ecologischebetekenis
De plant geldt als een typisch onkruid. Grondbewerking is nodig om het biotoop van deze plant in stand te houden. Ze vormt snel zaden en is vaak een van de eersten die kiemt na een schoffelbeurt. Doordat ze ook in de winter groeit, beschermt ze met haar bladen de aanvankelijk open grond waardoor die niet geheel dichtslaat.

## Verwante soorten
Er komen in de Benelux twee nauw verwante soorten voor waar vogelmuur veel op lijkt:
- Duinvogelmuur (Stellaria pallida) groeit voornamelijk in het voorjaar en ziet er bleekgroen uit. Hij maakt een wat 'bespoten' indruk. De kroonbladen zijn vaak afwezig. De naam duinvogelmuur berust op de gedachte dat deze soort voornamelijk in de duinen voorkomt. Uit nader onderzoek is echter gebleken dat hij ook in het binnenland te vinden is en daar over het hoofd is gezien.
- Heggevogelmuur (Stellaria neglecta) is forser dan vogelmuur, heeft grotere kroonbladen, tien meeldraden en de grootste zaden. De soort is eenvormig.